# Julien Saby
Pour les articles homonymes, voir Saby.
Pas d'image ? Cliquez ici

a Compétitions nationales et continentales officielles uniquement.

Dernière mise à jour le 8 mai 2012.
Julien Joseph Saby, né le 15 septembre 1902 à Saint-Fons, Rhône et mort le 15 novembre 1992 à Saint-Ismier, Isère, est un joueur français de rugby à XV dont la carrière s'échelonne de 1916 à 1930, il devient entraîneur à l'issue de celle-ci et joue un rôle majeur dans le développement du rugby à XV en Italie.

## Biographie
Né à Saint-Fons, Julien Saby apprend le rugby à XV à un jeune âge, son père est arbitre à Lyon, il poursuit sa scolarité à Grenoble au Lycée Champollion à compter de l'âge de onze ans. Il intègre l'équipe première du FC Grenoble, son travail de commercial chez Texaco Europe le handicape pour avoir une carrière au plus haut niveau. Il fait partie de l'effectif du FC Grenoble avant d'être éducateur, entraîneur, dirigeant. Il joue un rôle majeur dans le développement du rugby à XV en Italie et dans la structuration du rugby en France. Il opte pour le secteur du sport en tant qu'entraîneur - joueur à Dole.
L'Italie, par le biais de la Fédération italienne de rugby à XV (Federazione Italiana Rugby ou FIR), cherche alors à recruter un entraîneur national. Il a la charge de l'équipe d'Italie de rugby à XV jusqu'en 1938; il préfère rentrer, avec sa femme, en France, en raison des tensions politiques en Europe.
Il prépare un diplôme de masseur kinésithérapeute à Paris, il entraîne l'US Métro. Après avoir terminé ses études, il revient en région grenobloise. De 1947 à 1949, il est entraîneur du FC Grenoble. En 1950, il renoue contact avec la Fédération italienne de rugby à XV. De 1953 à 1968, il est éducateur et dirigeant à la FFR. En 1974, il est entraîneur de l'équipe du Rugby Rovigo, avec qui il remporte le championnat 1975-1976.